# اسفنج آب شیرین
اسفنج‌های آب شیرین (Spongilla) سرده‌ای است اسفنج‌های دریایی هستند که در دریاچه‌ها و رودهای با جریان آرام دیده می‌شوند.
بیست گونه اسفنج آب شیرین وجود دارد که همگی در این سرده (جنس) قرار دارند.

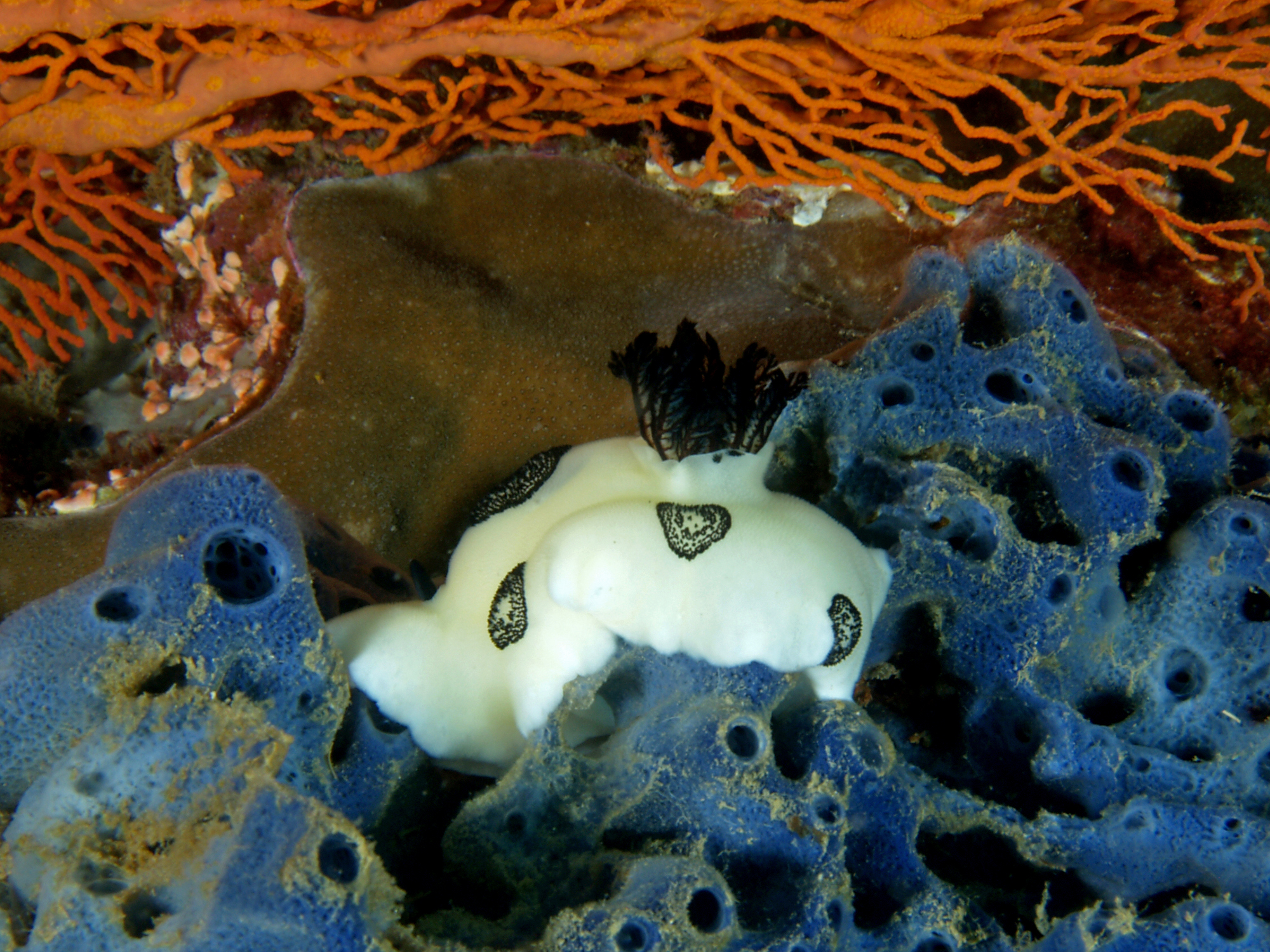